# Sandro Galli
Sandro Galli (sinh ngày 4 tháng 5 năm 1987) là một hậu vệ bóng đá người Thụy Sĩ, hiện tại thi đấu cho SR Delémont ở Giải bóng đá hạng nhất quốc gia Thụy Sĩ.